# Úžasná paní Maiselová
Úžasná paní Maiselová (v anglickém originále The Marvelous Mrs. Maisel) je americký komediálně-dramatický televizní seriál tvůrkyně Amy Sherman-Palladino, jež měl premiéru dne 17. března 2017. Děj se odehrává na konci padesátých a začátku šedesátých let 20. století, hlavní roli ztvárňuje Rachel Brosnahanová jako Miriam „Midge“ Maisel, newyorská žena v domácnosti, která zjistí, že má talent na stand-up comedy. Dále hrají Alex Borsteinová, Michael Zegen, Marin Hinkle, Tony Shalhoub, Kevin Pollak, Caroline Aaron, Jane Lynchová a Luke Kirby.
Seriál získal pozitivní ohlas od kritiků. Seriál získal Zlatý glóbus za nejlepší seriál (komedie / muzikál) v roce 2017 a cenu Emmy za nejlepší komediální seriál v roce 2018, přičemž Sherman-Palladino získala cenu Emmy za nejlepší režii a nejlepší scénář. Brosnahanová získala cenu Emmy za nejlepší herečku v komediálním seriálu v roce 2018 a Zlatý Glóbus za nejlepší ženský herecký výkon v seriálu (komedie / muzikál) v letech 2018 a 2019. Borsteinová získala cenu Emmy za nejlepší herečku ve vedlejší roli v komediálním seriálu v letech 2018 a 2019 a Shalhoub zvítězil v kategorii nejlepší herec ve vedlejší roli v komediálním seriálu v roce 2019. Pátá a poslední řada byla objednána dne 17. února 2022.

## Obsazení

### Hlavní role
- Rachel Brosnahanová jako Miriam „Midge“ Maisel
- Alex Borsteinová jako Susie Myerson
- Michael Zegen jako Joel Maisel
- Tony Shalhoub jako Abraham „Abe“ Weissman
- Marin Hinkle jako Rose Weissman
- Kevin Pollak jako Moishe Miasel (od 2. řady), Joelův otec
- Jane Lynch jako Sophie Lennon (od 3. řady, 1. a 2. řada hostující)
- Caroline Aaron jako Shirley Maisel (od 3. řady), Joelova matka

### Vedlejší role
- Bailey De Young jako Imogene Cleary
- Nunzio a Matteo Pascale jako Ethan Maisel
- Matilda Szydagis jako Zelda
- Brian Tarantina jako Jackie
- Joel Johnstone jako Archie Cleary
- Holly Curran jako Penny Pann,
- Cynthia Darlow jako paní Moskowitz
- Luke Kirby jako Lenny Bruce
- David Paymer jako Harry Drake
- David Aaron Baker jako Charley Connelly
- Max Casella jako Michael Kessler
- Mary Testa jako Drina Romanoff
- Zachary Levi jako Dr. Benjamin Ettenberg (2. řada)
- Leroy McClain jako Shy Baldwin
- Emily Bergl jako Tessie
- Colby Minifie jako Ginger
- Andrew Polk jako Fred
- Sterling K. Brown jako Reggie
- Stephanie Hsu jako Mei Lin
- Liza Weil jako Carole Keen
- Cary Elwes jako Gavin Hawk
- Jason Alexander jako Asher Friedman

### Hostující role
- Gilbert Gottfried jako DJ striptýzového klubu
- Matthew Cusack, Mike Rosengarten a Eric William Morris jako The Kingston Trio
- Caitlin Mehner jako Honey Bruce
- Max Casella jako Michael Kessler
- Alison Smith jako Jane Jacobs
- Allen Lewis Rickman jako Red Skelton
- Carolee Carmello jako Loretta
- Wallace Shawn jako Herb Smith
- Frank L. Ridley jako Sal
- Nate Corddry jako Randall
- Will Brill jako Noah
- Justine Lupe jako Astrid

## Seznam dílů

### První řada (2017)
| Č. v seriálu | Č. v řadě | Původní název                                | Český název                       | Režie                 | Scénář                | Premiéra na Prime Videu |
| ------------ | --------- | -------------------------------------------- | --------------------------------- | --------------------- | --------------------- | ----------------------- |
| 1            | 1         | Pilot                                        | Pilot                             | Amy Sherman-Palladino | Amy Sherman-Palladino | 17. března 2017         |
| 2            | 2         | Ya Shivu v Bolshom Dome Na Kholme            | Ya Shivu b Bolshom Dome Na Kholme | Amy Sherman-Palladino | Amy Sherman-Palladino | 29. listopadu 2017      |
| 3            | 3         | Because You Left                             | Opustils mě                       | Daniel Palladino      | Daniel Palladino      | 29. listopadu 2017      |
| 4            | 4         | The Disappointment of the Dionne Quintuplets | Noční tah                         | Amy Sherman-Palladino | Amy Sherman-Palladino | 29. listopadu 2017      |
| 5            | 5         | Doink                                        | Břink                             | Amy Sherman-Palladino | Daniel Palladino      | 29. listopadu 2017      |
| 6            | 6         | Mrs. X at the Gaslight                       | Paní X v Gaslight Cafe            | Scott Ellis           | Sheila R. Lawrence    | 29. listopadu 2017      |
| 7            | 7         | Put That On Your Plate!                      | Jen si poslužte                   | Daniel Palladino      | Daniel Palladino      | 29. listopadu 2017      |
| 8            | 8         | Thank You and Good Night                     | Díky a dobrou noc                 | Amy Sherman-Palladino | Amy Sherman-Palladino | 29. listopadu 2017      |

### Druhá řada (2018)
| Č. v seriálu | Č. v řadě | Původní název                      | Český název                          | Režie                 | Scénář                | Premiéra na Prime Videu |
| ------------ | --------- | ---------------------------------- | ------------------------------------ | --------------------- | --------------------- | ----------------------- |
| 9            | 1         | Simone                             | Simone                               | Amy Sherman-Palladino | Amy Sherman-Palladino | 5. prosince 2018        |
| 10           | 2         | Mid-way to Mid-Town                | V centru všeho dění                  | Amy Sherman-Palladino | Amy Sherman-Palladino | 5. prosince 2018        |
| 11           | 3         | The Punishment Room                | Mučírna                              | Scott Ellis           | Daniel Palladino      | 5. prosince 2018        |
| 12           | 4         | We're Going to the Catskills!      | Dovolená!                            | Daniel Palladino      | Daniel Palladino      | 5. prosince 2018        |
| 13           | 5         | Midnight at the Concord            | Půlnoc v Concordu (v hotelu Concord) | Amy Sherman-Palladino | Amy Sherman-Palladino | 5. prosince 2018        |
| 14           | 6         | Let's Face the Music and Dance     | Zatančíme si?                        | Daniel Palladino      | Daniel Palladino      | 5. prosince 2018        |
| 15           | 7         | Look, She Made a Hat               | Rodinná večeře                       | Jamie Babbit          | Amy Sherman-Palladino | 5. prosince 2018        |
| 16           | 8         | Someday...                         | Někdy                                | Jamie Babbit          | Kate Fodor            | 5. prosince 2018        |
| 17           | 9         | Vote for Kennedy, Vote for Kennedy | Volte Kennedyho, volte Kennedyho     | Daniel Palladino      | Daniel Palladino      | 5. prosince 2018        |
| 18           | 10        | All Alone                          | Jen já                               | Amy Sherman-Palladino | Amy Sherman-Palladino | 5. prosince 2018        |

### Třetí řada (2019)
| Č. v seriálu | Č. v řadě | Původní název                        | Český název             | Režie                 | Scénář                | Premiéra na Prime Videu |
| ------------ | --------- | ------------------------------------ | ----------------------- | --------------------- | --------------------- | ----------------------- |
| 19           | 1         | Strike Up the Band                   | Hudbu, prosím!          | Amy Sherman-Palladino | Amy Sherman-Palladino | 6. prosince 2019        |
| 20           | 2         | It's the Sixties, Man!               | Šedesátky jsou tu!      | Dan Attias            | Daniel Palladino      | 6. prosince 2019        |
| 21           | 3         | Panty Pose                           | Las Vegas               | Daniel Palladino      | Daniel Palladino      | 6. prosince 2019        |
| 22           | 4         | Hands!                               | Ruce!                   | Daniel Palladino      | Daniel Palladino      | 6. prosince 2019        |
| 23           | 5         | It's Comedy or Cabbage               | Komedie nebo zelí       | Amy Sherman-Palladino | Amy Sherman-Palladino | 6. prosince 2019        |
| 24           | 6         | Kind of Bleu                         | Menší problém           | Amy Sherman-Palladino | Amy Sherman-Palladino | 6. prosince 2019        |
| 25           | 7         | Marvelous Radio                      | Úžasné rádio            | Daniel Palladino      | Daniel Palladino      | 6. prosince 2019        |
| 26           | 8         | A Jewish Girl Walks Into the Apollo… | Židovská holka v Apollu | Amy Sherman-Palladino | Amy Sherman-Palladino | 6. prosince 2019        |

### Čtvrtá řada (2022)
| Č. v seriálu | Č. v řadě | Původní název                            | Český název                           | Režie                 | Scénář                                   | Premiéra na Prime Videu |
| ------------ | --------- | ---------------------------------------- | ------------------------------------- | --------------------- | ---------------------------------------- | ----------------------- |
| 27           | 1         | Rumble on the Wonder Wheel               | Hádka na ruském kole                  | Amy Sherman-Palladino | Amy Sherman-Palladino                    | 17. února 2022          |
| 28           | 2         | Billy Jones and the Orgy Lamps           | Billy Jones a lampy orgií             | Daniel Palladino      | Daniel Palladino                         | 17. února 2022          |
| 29           | 3         | Everything Is Bellmore                   | Všechno je Bellmore                   | Daniel Palladino      | Daniel Palladino                         | 25. února 2022          |
| 30           | 4         | Interesting People on Christopher Street | Zajímaví lidé na Christopherově ulici | Amy Sherman-Palladino | Daniel Palladino                         | 25. února 2022          |
| 31           | 5         | How to Chew Quietly and Influence People | Jak potichu žvýkat a ovlivňovat lidi  | Scott Ellis           | Kate Fodor a Amy Sherman-Palladino       | 4. března 2022          |
| 32           | 6         | Maisel vs. Lennon: The Cut Contest       | Maiselová vs. Lennonová: Souboj       | Amy Sherman-Palladino | Amy Sherman-Palladino a Daniel Palladino | 4. března 2022          |
| 33           | 7         | Ethan...Esther...Chaim                   | Ethan... Esther... Život              | Daniel Palladino      | Amy Sherman-Palladino a Daniel Palladino | 11. března 2022         |
| 34           | 8         | How Do You Get to Carnegie Hall?         | Jak se dostat do Canegie Hall         | Amy Sherman-Palladino | Amy Sherman-Palladino                    | 11. března 2022         |

### Pátá řada (2023)
| Č. v seriálu | Č. v řadě | Původní název                         | Český název                               | Režie                    | Scénář                                   | Premiéra na Prime Videu |
| ------------ | --------- | ------------------------------------- | ----------------------------------------- | ------------------------ | ---------------------------------------- | ----------------------- |
| 35           | 1         | Go Forward                            | Jdi kupředu                               | Amy Sherman-Palladino    | Amy Sherman-Palladino                    | 14. dubna 2023          |
| 36           | 2         | It's a Man, Man, Man, Man World       | Je to mužský, mužský, mužský, mužský svět | Daniel Palladino         | Daniel Palladino                         | 14. dubna 2023          |
| 37           | 3         | Typos and Torsos                      | (Tiskové) chyby a trupy                   | Daisy von Scherler Mayer | Amy Sherman-Palladino a Daniel Palladino | 14. dubna 2023          |
| 38           | 4         | Susan                                 | Susan                                     | Amy Sherman-Palladino    | Amy Sherman-Palladino                    | 21. dubna 2023          |
| 39           | 5         | The Pirate Queen                      | Pirátská královna                         | Scott Ellis              | Isaac Oliver                             | 28. dubna 2023          |
| 40           | 6         | The Testi-Roastial                    | Bene-grilovačka                           | Daniel Palladino         | Daniel Palladino                         | 5. května 2023          |
| 41           | 7         | A House Full of Extremely Lame Horses | Barák plný extrémně chromých koní         | Amy Sherman-Palladino    | Amy Sherman-Palladino                    | 12. května 2023         |
| 42           | 8         | The Princess and the Plea             | Princezna a prosba                        | Daniel Palladino         | Daniel Palladino                         | 19. května 2023         |
| 43           | 9         | Four Minutes                          | Čtyři minuty                              | Amy Sherman-Palladino    | Amy Sherman-Palladino                    | 26. května 2023         |

## Produkce

### Vývoj
Dne 6. června 2016 bylo oznámeno, že Amazon objednal produkci pilotního dílu. Dne 2. března 2017 bylo oznámeno, že pilotní díl bude mít premiéru dne 17. března 2017. V dubnu byla objednána produkce dvou řad. Premiéra první řady proběhla dne 29. listopadu 2017. Dne 20. května 2018 stanice objednala třetí řadu.

### Casting
V srpnu 2016 bylo oznámeno obsazení hlavní hrdinky Rachel Brosnahanová. V září 2016 se k projektu připojili Tony Shalhoub a Michael Zegen. V říjnu 2016 byla do jedné z hlavních rolí obsazena Marin Hinkle. V květnu 2017 byli obsazeni do vedlejších rolí Joel Johnstone, Caroline Aaron, Kevin Pollak a Bailey De Young.
V květnu 2018 bylo oznámeno, že byl do jedné z vedlejších rolí druhé řady obsazen herec Zachary Levi. V srpnu 2018 bylo oznámeno, že Jane Lynch si znovu zahraje svojí rolí Sophie Lennon ve druhé řadě.

### Natáčení
Natáčení pilotního dílu probíhalo od 27. září do 14. října 2016 v New Yorku.

## Recenze
Na recenzní stránce Rotten Tomatoes získal ze 70 započtených recenzí 94 procent s průměrným ratingem 7,6 bodu z deseti. Na serveru Metacritic snímek získal z 27 recenzí 80 bodů ze sta. V Česko-Slovenské filmové databázi si k datu 19. září 2018 držel hodnocení ve výši 77 procent.

### Ocenění a nominace
| Rok  | Ocenění                               | Kategorie                                                             | Nominovaný | Výsledek  |
| ---- | ------------------------------------- | --------------------------------------------------------------------- | --- | --------- |
| 2018 | Zlatý glóbus                          | nejlepší televizní seriál – komedie nebo muzikál                      | Úžasná paní Maiselová                                                                                          | vítězství |
| 2018 | Zlatý glóbus                          | nejlepší ženský herecký výkon v hlavní roli – komedie nebo muzikál    | Rachel Brosnahanová                                                                                            | vítězství |
| 2018 | Critics' Choice Television Awards     | nejlepší komediální seriál                                            | Úžasná paní Maiselová                                                                                          | vítězství |
| 2018 | Critics' Choice Television Awards     | nejlepší ženský herecký výkon v hlavní roli – komedie                 | Rachel Brosnahanová                                                                                            | vítězství |
| 2018 | Critics' Choice Television Awards     | nejlepší ženský herecký výkon ve vedlejší roli – komedie              | Alex Borsteinová                                                                                               | nominace  |
| 2018 | Producers Guild of America Awards     | nejlepší producent – komediální seriál                                | Úžasná paní Maiselová                                                                                          | vítězství |
| 2018 | Directors Guild of America Awards     | nejlepší režie – komediální seriál                                    | Amy Sherman-Palladino (za „Pilot“)                                                                             | nominace  |
| 2018 | Costume Designers Guild Awards        | nejlepší kostýmy – historický seriál                                  | Donna Zakowska                                                                                                 | nominace  |
| 2018 | Location Managers Guild Awards        | nejlepší lokace – historický seriál                                   | Amanda Foley-Burbank, Jose Guerrero                                                                            | nominace  |
| 2018 | Peabody Award                         |                                                                       | Úžasná paní Maiselová                                                                                          | vítězství |
| 2018 | Television Critics Association Awards | individuální ocenění – komedie                                        | Rachel Brosnahanová                                                                                            | vítězství |
| 2018 | Cena Emmy                             | nejlepší komedie                                                      | Úžasná paní Maiselová                                                                                          | vítězství |
| 2018 | Cena Emmy                             | nejlepší ženský herecký výkon v hlavní roli – komedie                 | Rachel Brosnahanová                                                                                            | vítězství |
| 2018 | Cena Emmy                             | nejlepší mužský herecký výkon ve vedlejší roli – komedie              | Tony Shalhoub                                                                                                  | nominace  |
| 2018 | Cena Emmy                             | nejlepší ženský herecký výkon ve vedlejší roli roli – komedie         | Alex Borsteinová                                                                                               | vítězství |
| 2018 | Cena Emmy                             | nejlepší režie – komedie                                              | Amy Sherman-Palladino (za „Pilot“)                                                                             | vítězství |
| 2018 | Cena Emmy                             | nejlepší scénář – komedie                                             | Amy Sherman-Palladino (za „Pilot“)                                                                             | vítězství |
| 2018 | Primetime Creative Arts Emmy Awards   | nejlepší ženský herecký výkon v hostující roli – komedie              | Jane Lynch (za „Put That on Your Plate!“)                                                                      | nominace  |
| 2018 | Primetime Creative Arts Emmy Awards   | nejlepší casting – komedie                                            | Meredith Tucker, Jeanie Bacharach, a Cindy Tolan                                                               | vítězství |
| 2018 | Primetime Creative Arts Emmy Awards   | nejlepší kamera –seriál                                               | M. David Mullen (za „Pilot“)                                                                                   | nominace  |
| 2018 | Primetime Creative Arts Emmy Awards   | nejlepší účesy –seriál                                                | Francesca Paris, Christine Cantrell, Cassie Hurd a Reo Anderson (za „Pilot“)                                   | nominace  |
| 2018 | Primetime Creative Arts Emmy Awards   | nejlepší hudební supervize                                            | Robin Urdang, Amy Sherman-Palladino a Daniel Palladino (za „Pilot“)                                            | vítězství |
| 2018 | Primetime Creative Arts Emmy Awards   | nejlepší historické kostýmy                                           | Donna Zakowska, Marina Rei, Ginnie Patton, a Sheila Grover (za „The Disappointment of the Dionne Quintuplets“) | nominace  |
| 2018 | Primetime Creative Arts Emmy Awards   | nejlepší výprava (historický nebo fantasy (hodinový či delší program) | Bill Groom, Neil Prince, Ellen Christiansen (za „Ya Shivu v Bolshom Dome Na Kholme“)                           | nominace  |
| 2018 | Primetime Creative Arts Emmy Awards   | nejlepší střih – komedie                                              | Brian A. Kates (za „Pilot“)                                                                                    | vítězství |